# Maximilian Ziegelbauer
Maximilian Ziegelbauer (ur. 6 września 1923 w Memmingen; zm. 21 listopada 2016 tamże) – niemiecki duchowny rzymskokatolicki, biskup pomocniczy diecezji augsburskiej w latach 1983-1998.

## Życiorys
Święcenia kapłańskie przyjął 21 maja 1950 i został inkardynowany do diecezji augsburskiej. 2 sierpnia 1983 papież Jan Paweł II mianował go biskupem pomocniczym tej diecezji ze stolicą tytularną Lapda. 22 października 1983 przyjął sakrę, jego głównym konsekratorem był ówczesny ordynariusz diecezji, bp Josef Stimpfle. 7 września 1998, dzień po swoich 75. urodzinach, zgodnie z prawem kanonicznym przedłożył swoją rezygnację, która została przyjęta przez papieża.
Zmarł 21 listopada 2016.